# Leopold Löwenfeld
Leopold Löwenfeld auch Leopold Loewenfeld (* 23. Januar 1847 in München; † 20. Dezember 1923) war ein deutscher Mediziner. Er gilt als Pionier der Sexualpathologie.

## Leben
Er absolvierte 1865 das Wilhelmsgymnasium München. Sein Studium der Medizin in München schloss er 1870 mit der Promotion ab. Als junger Assistenzarzt nahm er am Deutsch-Französischen Krieg teil. Nach dem Krieg ließ er sich kurze Zeit als praktischer Arzt in Binswangen nieder. Von 1872 bis 1876 praktizierte Loewenfeld als Nervenarzt in Chicago 1876 kehrte er nach München zurück, wo er sich als Arzt für Nervenkrankheiten und Elektrotherapie niederließ. 1881 reichte er zur Erlangung einer Privatdozentur bei der Münchener medizinischen Fakultät die Arbeit „Aktiologie und Pathologie der spontanen Hirnblutungen“ ein. Sein Wunsch, als Dozent und in der medizinischen Forschung wirken zu können, ging nicht in Erfüllung, da er – vermutlich auf Grund seines jüdischen Glaubens – nicht zur Dozentur zugelassen wurde. In der Folgezeit verfasste Loewenfeld dennoch zahlreiche größere und kleinere Arbeiten, insbesondere auf seinem Spezialgebiet der Nervenkrankheiten.

## Werke
- Experimentelle und kritische Untersuchungen zur Elektrotherapie des Gehirns. 1881.
- Über Platzangst und verwandte Zustände. 1882.
- Über multiple Neuritis. 1882.
- Studien über Ätiologie und Pathogenese der spontanen Hirnblutungen. 1886.
- Die moderne Behandlung der Nervenschwäche, der Hysterie und verwandter Leiden. 1887.
- Aufsätze über traumatische Neurose, Witterungsneurosen, neurotische Angstzustände. 1889.
- Sexualleben und Nervenleiden. Die nervösen Störungen sexuellen Ursprungs. Nebst einem Anhang über Prophylaxe und Behandlung der sexuellen Neurasthenie. 1899.
- Der Hypnotismus. Handbuch der Lehre von der Hypnose und der Suggestion mit besonderer Berücksichtigung ihrer Bedeutung für Medizin und Rechtspflege. 1901.
- Über die geniale Geistestätigkeit mit besonderer Berücksichtigung des Genie’s für bildende Kunst. 1903.
- Die psychischen Zwangserscheinungen. 1904.
- Hypnose und Kunst. 1904
- Über die geistige Arbeitskraft und ihre Hygiene. 1905.
- Über das eheliche Glück. Erfahrungen, Reflexionen und Ratschläge eines Arztes. 1906.
- Homosexualität und Strafgesetz, Bergmann, Wiesbaden 1907.
- Über die Dummheit. Eine Umschau im Gebiete menschlicher Unzulänglichkeit. 1909.
- Über die sexuelle Konstitution und andere Sexualprobleme. Über die seelische Konstitution. – Erotik und Sinnlichkeit. – Die Libido als Triebkraft im geistigen Leben. 1911.
- Hypnotismus und Medizin: Grundriss der Lehre von der Hypnose und der Suggestion mit besonderer Berucksichtigung der ärztlichen Praxis. 1922.